# Cappella dell'Annunciazione

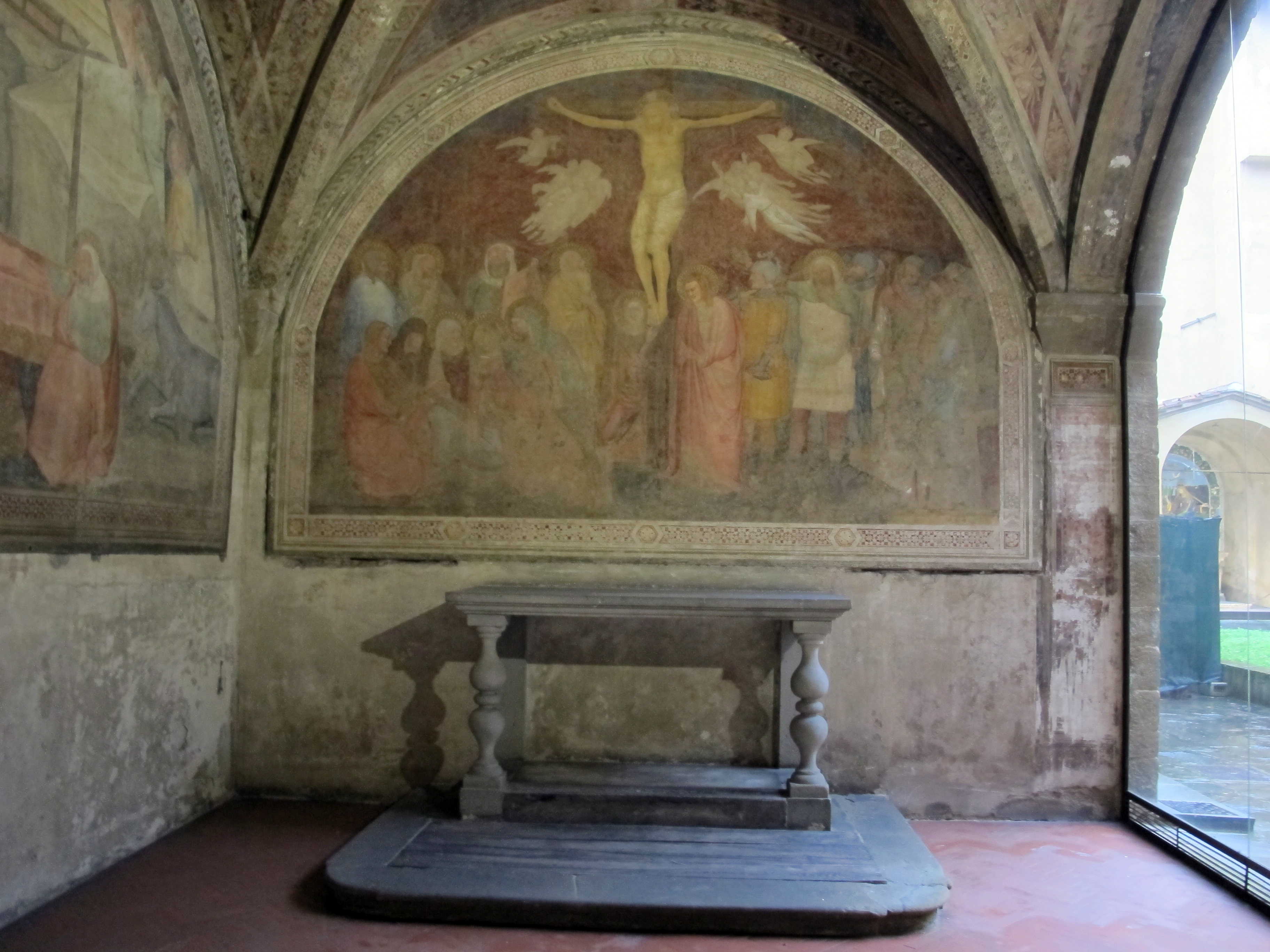
Cappella dell'Annunciazione

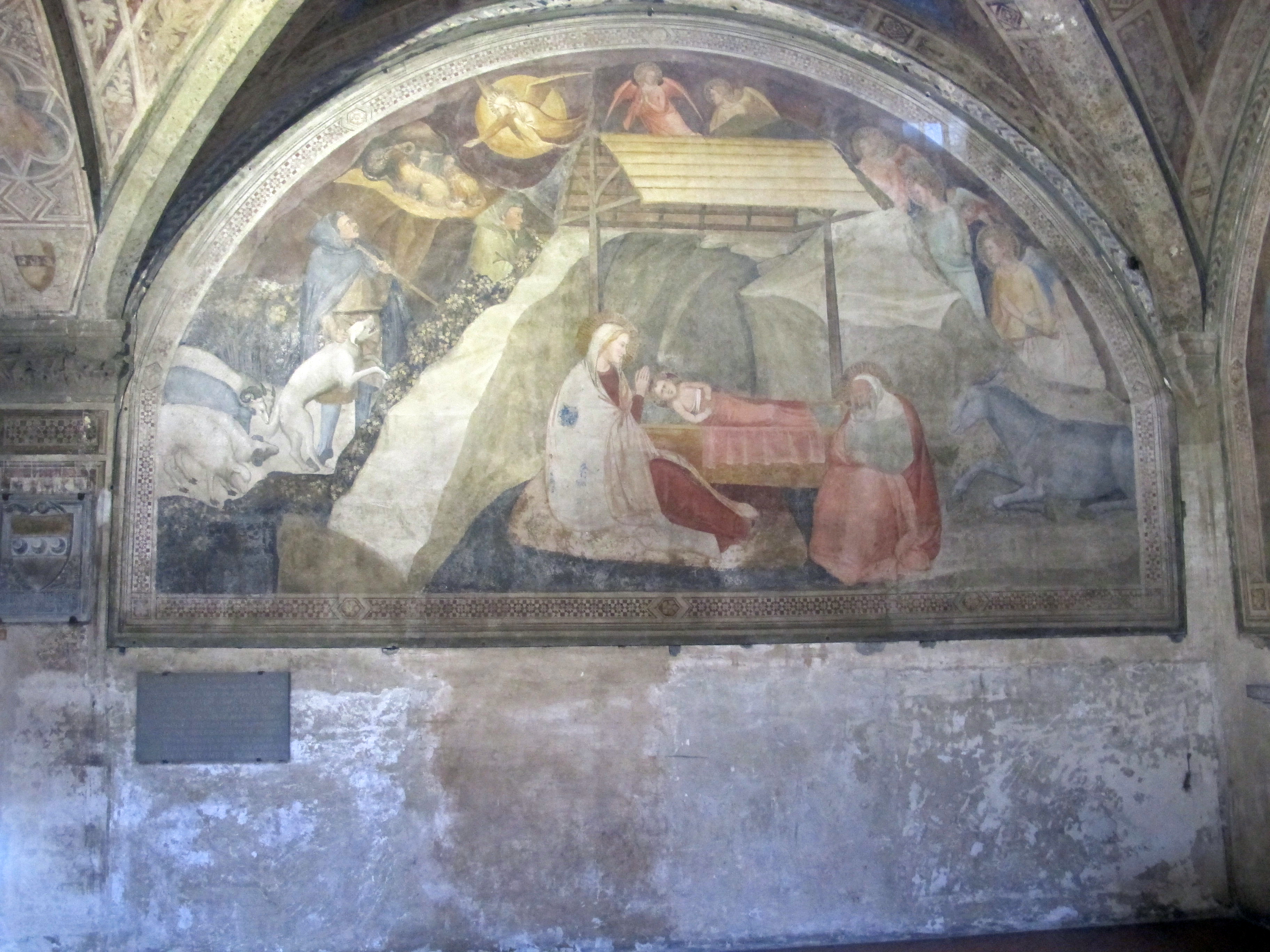
Cappella dell'Annunciazione

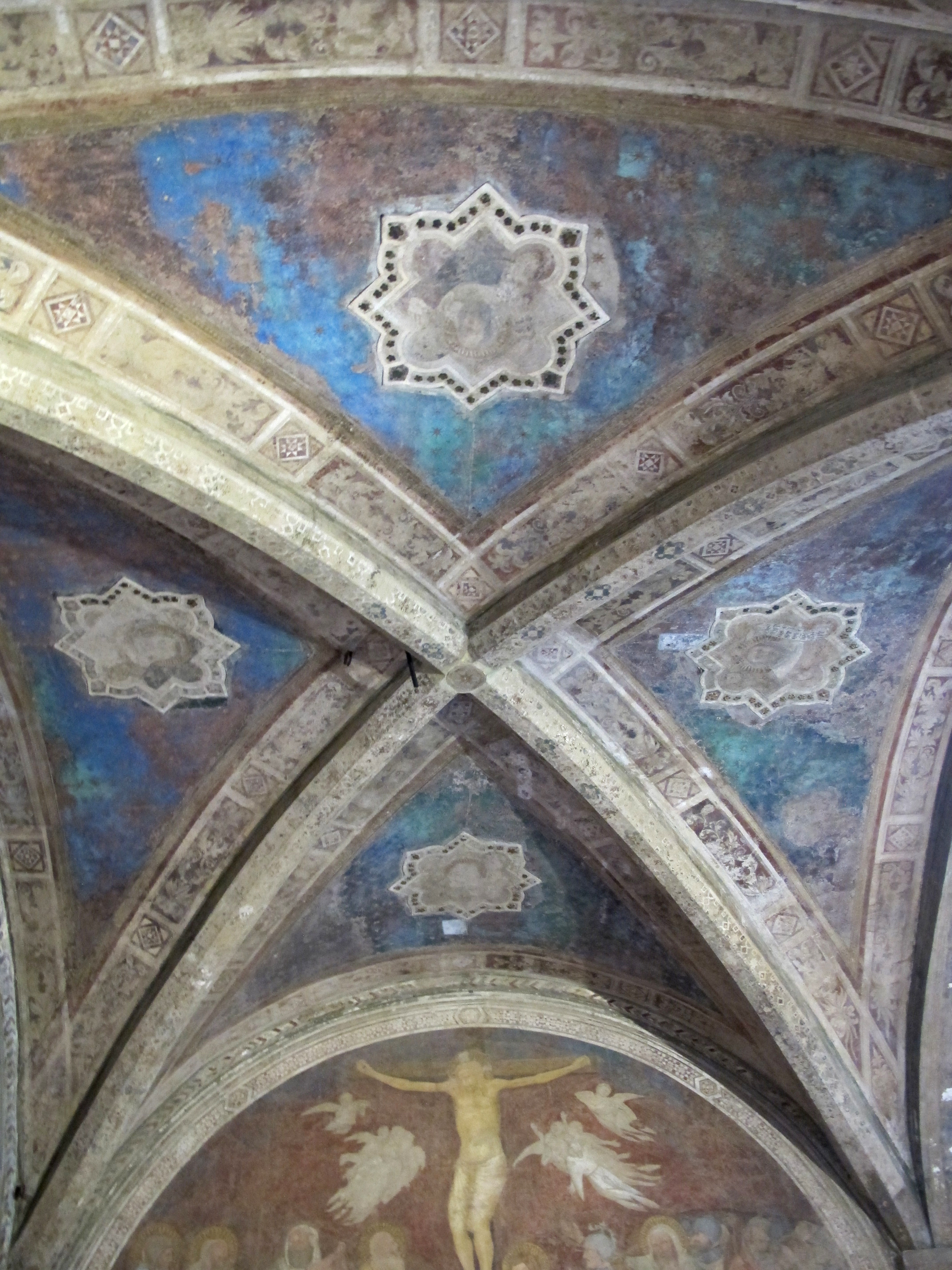
Volta

La cappella dell'Annunciazione fa parte del complesso del convento di Santa Maria Novella, appartenuto all'ordine domenicano a Firenze. Già cappella funebre della famiglia Strozzi, si trova nel chiostro dei Morti e conserva alcuni affreschi attribuiti ad Andrea Orcagna.

## Storia
Bice Trinciavelli, vedova di Filippo di Pagno Strozzi vissuto nella prima metà del Trecento, promosse la costruzione e la decorazione della cappella, la cui intitolazione rimandava forse all'antica cappella della Vergine che pare sorgesse in quest'area del convento almeno dal X secolo. La vedova istituì anche un lascito per offrire un pranzo ai frati, ogni anno il giorno dell'annunciazione (25 marzo, capodanno fiorentino). 
L'attribuzione degli affreschi è molto dibattuta e parte della critica è orientata ad attribuirli alla mano di Andrea Orcagna che avrebbe affrescato le due lunette, la volta e il sottarco d'accesso. La decorazione era completata probabilmente da una terza lunetta con l'Annunciazione, cui era intitolata la cappella, che doveva occupare la parete settentrionale (ora chiusa da una vetrata protettiva), abbattuta all'inizio del Novecento durante alcuni lavori di ristrutturazione del chiostro.
Tutti gli affreschi vennero staccati negli anni Cinquanta e ricollocati pochi anni prima della terribile alluvione di Firenze del 1966 che colpì duramente il convento di Santa Maria Novella. Restaurati, per quanto possibile, sono stati ricollocati nei decenni successivi e la cappella tornata definitivamente visibile, con tutto il chiostro dei Morti, nel 2012.

## Descrizione
Gli affreschi, realizzati tra il 1340 e il 1347, mostrano una Crocifissione, dietro l'altare, e una Natività sulla parete sinistra. La terza parete, come accennato, presentava l'Annunciazione, e venne abbattuta all'inizio del Novecento, anche perché illeggibile almeno dal XVIII secolo: si trattava infatti della parete verso l'esterno, la più esposta all'umidità. 
Nella volta si trovano quattro Profeti entro quadrilobi nello sfondo azzurro, e nel sottarco, sempre a mezza figura entro quadrilobi, si vedono, da sinistra, San Leonardo, San Luca, San Giovanni evangelista, San Matteo, San Marco e San Benedetto. Benedetto e Leonardo, posti vicini alle estremità dove si trovano i balsoni degli Strozzi, erano i santi protettori dei due nipoti della fondatrice. 
L'ambiente è tra i meglio conservati del chiostro. I dipinti mostrano una notevole qualità, confrontabile con altri lavori dell'artista eseguiti per la cappella Maggiore, nascosti per secoli dagli affreschi del Ghirlandaio e ritrovati durante la campagna di restauri condotta a ridosso della seconda guerra mondiale. I frammenti di tale decorazione sono oggi conservati nel museo della basilica, nella cappella degli Embriachi.